# 帚枝乳菀
帚枝乳菀（学名：Aster fastigiiformis）为菊科紫菀属的植物。分布于俄罗斯以及中国大陆的新疆等地，生长于海拔1,200米至1,400米的地区，多生在山坡草地，目前尚未由人工引种栽培。